# Skógafoss
Skógafoss (se pronuncia ˈskou.aˌfos escucharⓘ) es una cascada situada en el recorrido del río Skógá, en el sur de Islandia en los acantilados del anterior litoral. El litoral ha retrocedido hacia el mar (hoy está a una distancia de alrededor de 5 km desde Skógar). Los anteriores acantilados marinos permanecieron paralelos a la costa a lo largo de cientos de kilómetros, creando junto con algunas montañas una frontera clara entre las tierras bajas costeras y las Tierras Altas de Islandia.
La Skógafoss es una de las cascadas más grande del país con 25 metros de ancho y 60 de alto. Debido a la cantidad de espuma que produce constantemente, un arcoíris simple o doble es normalmente visible en los días soleados. 
Según la leyenda, el primer colono vikingo en la zona, Þrasi Þórólfsson, enterró un tesoro en una caverna detrás de la cascada. Un chico local encontró el cofre años después, pero pudo agarrar la arandela en el lado del cofre antes de que desapareciera después.
En el lado oriental de la cascada, un sendero para excursionismo lleva hasta el paso Fimmvörðuháls entre los glaciares Eyjafjallajökull y Mýrdalsjökull. Luego baja a Þórsmörk en el otro lado y sigue como la famosa Laugavegur a Landmannalaugar.